# Kazimierz (namn)
Kazimierz är ett polskt mansnamn.

## Personer med namnet Kazimierz
- Kazimierz Marcinkiewicz, polsk politiker
- Kazimierz Nycz, polsk katolsk prelat
- Kazimierz Pułaski, polsk militärledare